# Gran Premio degli Stati Uniti d'America 1968
Il Gran Premio degli Stati Uniti 1968 fu una gara di Formula 1, disputatasi il 6 ottobre 1968 nell'autodromo di Watkins Glen International. Fu l'undicesima prova del mondiale 1968 e vide la vittoria di Jackie Stewart su Matra-Ford, seguito da Graham Hill e da John Surtees.

## Qualifiche
Il primo giorno di qualifiche vide Stewart e Amon duellare, con Stewart ad avere la meglio con 1:04.27, ma il giorno seguente egli non fu in grado di difendersi a causa di un problema tecnico. Nel frattempo Graham Hill aveva sottratto il secondo posto ad Amon, prima che il campione nazionale statunitense Mario Andretti, debuttante in F1 e al Glen, facesse sua la pole position con un margine di 0,07 secondi sul tempo di Stewart.

### Classifica
| Pos | N. | Pilota               | Costruttore   | Scuderia                              | Tempo   | Distacco |
| --- | -- | -------------------- | ------------- | ------------------------------------- | ------- | -------- |
| 1   | 12 | Mario Andretti       | Lotus-Ford    | Gold Leaf Team Lotus                  | 1:04.20 | -        |
| 2   | 15 | Jackie Stewart       | Matra-Ford    | Matra International                   | 1:04.27 | +0.07    |
| 3   | 10 | Graham Hill          | Lotus-Ford    | Gold Leaf Team Lotus                  | 1:04.28 | +0.08    |
| 4   | 6  | Chris Amon           | Ferrari       | Scuderia Ferrari SpA SEFAC            | 1:04.37 | +0.17    |
| 5   | 1  | Denny Hulme          | McLaren-Ford  | Bruce McLaren Motor Racing            | 1:04.57 | +0.37    |
| 6   | 4  | Jochen Rindt         | Brabham-Repco | Brabham Racing Organisation           | 1:04.81 | +0.61    |
| 7   | 14 | Dan Gurney           | McLaren-Ford  | Anglo American Racers                 | 1:05.23 | +1.03    |
| 8   | 3  | Jack Brabham         | Brabham-Repco | Brabham Racing Organisation           | 1:05.25 | +1.05    |
| 9   | 5  | John Surtees         | Honda         | Honda Racing                          | 1:05.32 | +1.12    |
| 10  | 2  | Bruce McLaren        | McLaren-Ford  | Bruce McLaren Motor Racing            | 1:05.69 | +1.49    |
| 11  | 8  | Pedro Rodríguez      | BRM           | Owen Racing Organisation              | 1:06.10 | +1.90    |
| 12  | 16 | Jo Siffert           | Lotus-Ford    | Rob Walker/Jack Durlacher Racing Team | 1:06.17 | +1.97    |
| 13  | 21 | Jean-Pierre Beltoise | Matra         | Matra Sports                          | 1:06.96 | +2.76    |
| 14  | 22 | Piers Courage        | BRM           | Reg Parnell Racing                    | 1:07.02 | +2.82    |
| 15  | 7  | Derek Bell           | Ferrari       | Scuderia Ferrari SpA SEFAC            | 1:07.06 | +2.86    |
| 16  | 11 | Jackie Oliver        | Lotus-Ford    | Gold Leaf Team Lotus                  | 1:07.46 | +3.26    |
| 17  | 18 | Vic Elford           | Cooper-BRM    | Cooper Car Company                    | 1:08.56 | +4.36    |
| 18  | 17 | Jo Bonnier           | McLaren-BRM   | Joakim Bonnier Racing Team            | 1:08.93 | +4.73    |
| 19  | 9  | Bobby Unser          | BRM           | Owen Racing Organisation              | 1:09.60 | +5.40    |
| 20  | 19 | Lucien Bianchi       | Cooper-BRM    | Cooper Car Company                    | 1:09.77 | +5.57    |
| 21  | 20 | Henri Pescarolo      | Matra         | Matra Sports                          | 1:10.43 | +6.23    |

## Gara
Il giorno della gara erano presenti 93000 spettatori a sostenere i piloti locali: oltre ad Andretti c'erano Dan Gurney, settimo in griglia, e Bobby Unser, diciannovesimo. Stewart partì bene e prese il comando al primo giro, precedendo Andretti, e al primo passaggio sul traguardo l'ordine fu Stewart, Andretti, Amon, Hill, Jochen Rindt, Denny Hulme, Gurney, John Surtees e Bruce McLaren.
Al sesto giro Hulme scivolò su una macchia d'olio perdendo la terza posizione e ritrovandosi nono, mentre Andretti, che aveva distanziato Amon, andò alla caccia di Stewart. Tre giri dopo, però, il suo musetto si ruppe e la semiala anteriore destra stava strisciando sull'asfalto: Andretti dichiarò di non aver avuto nessun contatto e che il musetto si era semplicemente rotto. Comunque proseguì la gara senza perdere posizioni fino al tredicesimo giro, quando i suoi meccanici al box gliela ripararono con del nastro adesivo e lui rientrò in gara al tredicesimo posto.
Al decimo giro ci fu una lotta per il terzo posto quando Amon, che aveva perso la posizione a vantaggio di Hill, andò in testacoda a causa di una perdita di acqua dalla propria vettura. Al ventiseiesimo giro Gurney, che era terzo, perse il controllo della vettura e fu superato dalla Honda di Surtees.
Dopo il 33º giro Andretti si ritirò per la rottura della frizione e Gurney sopravanzò Surtees, coi due che continuarono a darsi battaglia fino alla fine. Al quarantesimo passaggio Stewart guidava la gara con 26 secondi di vantaggio su Hill, che precedeva di altri 10 secondi la coppia Gurney/Surtees, ma segnò comunque il giro più veloce della gara al 52º passaggio, per rimarcare la sua supremazia, portando il suo margine a 31 secondi. Hill nel frattempo doveva vedersela con le noie di uno sterzo impreciso.
Al 97º giro la Lotus di Jo Siffert, quinto con un vantaggio di un minuto e venti secondi su Bruce McLaren, cominciò a borbottare e il pilota segnalò l'intenzione di rientrare ai box per un rifornimento al giro successivo, quando fu sorpassato dal neozelandese mentre rientrava in pista dai box: riprese la posizione due giri dopo, quando fu il turno di McLaren di rientrare ai box per il rifornimento.
Surtees cominciò a farsi sotto quando capì che anche Gurney, che lo precedeva in terza posizione, stava patendo una foratura lenta e aveva poco carburante: lo raggiunse all'ultimo giro e i due tagliarono il traguardo a un giro di distanza dai primi due.
Stewart vinse dopo aver comandato la corsa dall'inizio alla fine e corse un solo pericolo quando all'uscita di una curva si ritrovò davanti a due spettatori che stavano attraversando la pista. Disse che era stata l'occasione in cui era stato più vicino a investire qualcuno e che li aveva evitati di pochi centimetri. Quella fu la sua prima vittoria negli Stati Uniti e lo mantenne in corsa per il suo primo titolo mondiale piloti, ad una gara dal termine del campionato. Disse in seguito che quella fu la prima gara in cui si sentiva di aver dettato il passo al resto dei concorrenti: un momento straordinario.
Gli organizzatori dichiararono che il premio di £ 8300 pagato per la vittoria di Stewart era il più ricco mai pagato in Formula 1. Hill, ancora in corsa per il titolo insieme anche a Denny Hulme, si classificò secondo a 24 secondi di distacco.

### Classifica
| Pos | N. | Pilota               | Costruttore/Motore | Giri | Tempo/Ritiro     | Griglia | Punti |
| --- | -- | -------------------- | ------------------ | ---- | ---------------- | ------- | ----- |
| 1   | 15 | Jackie Stewart       | Matra-Ford         | 108  | 1:59:20.29       | 2       | 9     |
| 2   | 10 | Graham Hill          | Lotus-Ford         | 108  | + 24.68          | 3       | 6     |
| 3   | 5  | John Surtees         | Honda              | 107  | + 1 Giro         | 9       | 4     |
| 4   | 14 | Dan Gurney           | McLaren-Ford       | 107  | + 1 Giro         | 7       | 3     |
| 5   | 16 | Jo Siffert           | Lotus-Ford         | 105  | + 3 Giri         | 12      | 2     |
| 6   | 2  | Bruce McLaren        | McLaren-Ford       | 103  | + 5 Giri         | 10      | 1     |
| Ret | 22 | Piers Courage        | BRM                | 93   | Fine benzina     | 14      |       |
| Ret | 1  | Denny Hulme          | McLaren-Ford       | 92   | Incidente        | 5       |       |
| NC  | 19 | Lucien Bianchi       | Cooper-BRM         | 88   | Non classificato | 20      |       |
| Ret | 3  | Jack Brabham         | Brabham-Repco      | 77   | Motore           | 8       |       |
| Ret | 4  | Jochen Rindt         | Brabham-Repco      | 73   | Motore           | 6       |       |
| Ret | 18 | Vic Elford           | Cooper-BRM         | 71   | Motore           | 17      |       |
| Ret | 8  | Pedro Rodríguez      | BRM                | 66   | Sospensioni      | 11      |       |
| NC  | 17 | Jo Bonnier           | McLaren-BRM        | 62   | Non classificato | 18      |       |
| Ret | 6  | Chris Amon           | Ferrari            | 59   | Pompa acqua      | 4       |       |
| Ret | 21 | Jean-Pierre Beltoise | Matra              | 44   | Trasmissione     | 13      |       |
| Ret | 9  | Bobby Unser          | BRM                | 35   | Motore           | 19      |       |
| Ret | 12 | Mario Andretti       | Lotus-Ford         | 32   | Frizione         | 1       |       |
| Ret | 7  | Derek Bell           | Ferrari            | 14   | Motore           | 15      |       |
| DNS | 11 | Jackie Oliver        | Lotus-Ford         | 0    | Non partito      | 16      |       |
| DNS | 20 | Henri Pescarolo      | Matra              | 0    | Non partito      | 21      |       |

## Statistiche

### Piloti
- 5ª vittoria per Jackie Stewart
- 1° pole position per Mario Andretti
- Ultimo Gran Premio per Bobby Unser

### Costruttori
- 3° vittoria per la Matra

### Motori
- 14° vittoria per il motore Ford Cosworth

### Giri al comando
- Jackie Stewart (1-108)

## Classifiche Mondiali

### Piloti
| Pos | Pilota               | Punti |
| --- | -------------------- | ----- |
| 1   | Graham Hill          | 39    |
| 2   | Jackie Stewart       | 36    |
| 3   | Denny Hulme          | 33    |
| 4   | Jacky Ickx           | 27    |
| 5   | Bruce McLaren        | 16    |
| 6   | Pedro Rodríguez      | 15    |
| 7   | John Surtees         | 12    |
| 8   | Jean-Pierre Beltoise | 11    |
|     | Jo Siffert           | 11    |
| 10  | Chris Amon           | 10    |
| 11  | Jim Clark            | 9     |
| 12  | Jochen Rindt         | 8     |
| 13  | Ludovico Scarfiotti  | 6     |
|     | Richard Attwood      | 6     |
|     | Johnny Servoz-Gavin  | 6     |
| 16  | Lucien Bianchi       | 5     |
|     | Vic Elford           | 5     |
| 18  | Brian Redman         | 4     |
|     | Piers Courage        | 4     |
| 20  | Dan Gurney           | 3     |
| 21  | Silvio Moser         | 2     |
|     | Jack Brabham         | 2     |
|     | Jackie Oliver        | 2     |
| 24  | Jo Bonnier           | 1     |

### Costruttori
| Pos | Team          | Punti |
| --- | ------------- | ----- |
| 1   | Lotus-Ford    | 53    |
| 2   | Matra-Ford    | 45    |
| 3   | McLaren-Ford  | 43    |
| 4   | Ferrari       | 32    |
| 5   | BRM           | 25    |
| 6   | Cooper-BRM    | 14    |
| 7   | Honda         | 12    |
| 8   | Brabham-Repco | 10    |
| 9   | Matra         | 8     |
| 10  | McLaren-BRM   | 3     |